# Ruslana Kyryčenko
Ruslana Oleksandrivna Kyryčenko, coniugata Suško (in ucraino Руслана Олександрівна Кириченко-Сушко?; Bila Cerkva, 22 febbraio 1975), è un'ex cestista ucraina.

## Carriera
Con l'Ucraina ha disputato i Giochi olimpici di Atlanta 1996 e quattro edizioni dei Campionati europei (1995, 1997, 2001, 2003).